# 铃木步佳
铃木步佳（日语：／ Suzuki Ayuka，1999年9月27日—），日本艺术体操运动员，2019年世界艺术体操锦标赛5人球操金牌得主、集体全能和3人圈操+2人棒操银牌得主、2021年世界艺术体操锦标赛5人球操和3人圈操+2人棒操铜牌得主。